# Nítovice
Nítovice (německy Nitowitz) jsou vesnice, část města Kardašova Řečice v okrese Jindřichův Hradec v Jihočeském kraji. Nachází se asi 2,5 kilometru jihozápadně od Kardašovy Řečice. Prochází zde silnice II/147. Každoročně se zde koná Benátská noc, kde se jezdí na lodičkách po místním rybníku. 30. srpna 2015 se konalo setkání nítovických rodáků, kde se jich sešlo téměř 150. Od roku 2017 je zde vybudované nové dětské hřiště. Nítovice jsou také název katastrálního území o rozloze 7,61 km². Po projetí cestou kolem rybníku Džbán se po pěti kilometrech dostaneme k jezu Metel, u kterého je občerstvení a malá pláž.

## Historie
První písemná zmínka o vesnici pochází z roku 1340. Zakladatelem obce byl Nět a jeho rod. Dále dostal vesnici rod Vítkovců, který ji vlastnil do konce 17. století. V roce 1835 žilo ve vesnici 205 obyvatel.

## Obyvatelstvo
| Rok            | 1869 | 1880 | 1890 | 1900 | 1910 | 1921 | 1930 | 1950 | 1961 | 1970 | 1980 | 1991 | 2001 | 2011 | 2021 |
| -------------- | ---- | ---- | ---- | ---- | ---- | ---- | ---- | ---- | ---- | ---- | ---- | ---- | ---- | ---- | ---- |
| Počet obyvatel | 268  | 269  | 282  | 236  | 286  | 282  | 258  | 189  | 193  | 135  | 103  | 85   | 83   | 80   | 104  |
| Počet domů     | 47   | 46   | 42   | 41   | 43   | 47   | 51   | 57   | 53   | 48   | 43   | 51   | 58   | 58   | 60   |

## Obecní správa
Při sčítání lidu v letech 1850–1889 Nítovice byly osadou obce Pleše v okrese Třeboň. V letech 1890–1963 byly samostatnou obcí, se kterým patřily nejprve do okresu Třeboň, ale v roce 1950 v okrese Soběslav. Od roku 1964 jsou částí města Kardašova Řečice v okrese Jindřichův Hradec.